# ویلمار (مینه‌سوتا)
ویلمار  (به انگلیسی: Willmar) شهری در شهرستان کندیوهی ایالت مینه‌سوتا در کشور ایالات متحده آمریکا است که جمعیت آن در سرشماری سال ۲۰۱۰ میلادی، ۱۹۶۱۰ نفر بوده‌است.